# Rise of the Ronin
『Rise of the Ronin』（ライズ オブ ローニン）は、コーエーテクモゲームスのTeam NINJAが開発したオープンワールドアクションロールプレイングゲーム。
PS5版はソニー・インタラクティブエンタテインメントから2024年3月22日に発売された。PC版はコーエーテクモゲームスから2025年3月11日に発売された。

## 概要
19世紀、黒船来航の衝撃によって、動乱が巻き起こった幕末（江戸時代末期）が舞台。プレイヤーは名もなき浪人となり、幕末の風雲の渦中で己の道を切り開いていく。
舞台となるのは幕末の横浜・江戸・京都で、オープンワールドで再現された各都市のマップを自由に探索することができる。
プロデューサーは早矢仕洋介が務め、開発プロデューサー兼ディレクターは安田文彦が務めた。
開発者インタビューによれば、本作はTeam NINJAによる『仁王』シリーズの世界的ヒットを受けて、これまでのノウハウを活かした完全新作として開発がスタートした。ただし、原型となるコンセプト自体は初代『仁王』発売以前から考えられていた。
幕末の時代に、横浜を舞台にしたゲームというアイディアは、社長のシブサワ・コウ（襟川陽一）によるもので、シブサワは和と洋の入り混じる幕末の時代に、開港地としていち早く外国に対して開かれた横浜を描きたいと考え、早矢仕もこの構想に、新しい遊びを提供できるポテンシャルを感じたという。また、コーエーテクモゲームスの本社が横浜にあるということも、由来の一つになっている。
和洋が混在する時代背景は戦闘アクションにも活かされており、本作では刀や槍といった武器以外にも、拳銃や銃剣など西洋の武器も登場する。

## 登場キャラクター
★は「好感度」のパラメータが存在し、好感度を上げることで主人公と「比翼の契り」を結ぶことができる人物。

### 黒洲藩
主人公
声 - 花輪英司、加瀬康之、石川由依、ファイルーズあい
本作の主人公で、北陸の小藩・黒洲藩が幕府に対抗するために育成した二人一組の兵士「隠し刀」の一人。幕府隠密に生まれた村を焼き払われて家族を失うが、片割れと共に「研師」に救われ、隠し刀として育てられた。
あらゆる武器を扱える高い戦闘能力を持ち、刀や薙刀や弓矢はもちろん、欧米の武器であるサーベルや銃器類も使いこなす。
研師から密書の奪取とペリー暗殺を命じられ黒船に侵入するが、青鬼に阻まれ、片割れが腕を斬り落とされた上に自身も撃たれてしまう。かろうじて単身で黒船を脱出するも、その後隠し刀の里が幕府隠密に襲撃される。主人公は消息不明となった片割れを探しに行くため黒洲藩の脱藩を決意するが、研師からそれを見透かされ、彼女と対決し倒すことで自身の覚悟を示す。その後、何にも縛られぬ浪人となり、片割れを探すべく横浜に向かう。浪人として過ごす中で、多くの幕末志士たちと関わりを持つようになり、やがて日本を揺るがす戦いに身を投じていく。
本作では主人公を男性と女性から選択でき、顔や体格なども細かく設定して自分だけのキャラクターを作ることができる。なお、デフォルトとしての外見は、主人公が襟足の短い癖のある長い黒髪を結い上げた髭面の男性、片割れはストレートの長い黒髪を結い上げた若い女性。
本作の主人公と片割れには決まった名前が無く、劇中で名前を名乗ることも、他のキャラクターから名前を呼ばれることもない。また、プレイヤーが任意の名前を設定することもできない。
片割れ
声 - 花輪英司、加瀬康之、石川由依、ファイルーズあい
主人公と共に隠し刀として研師に育てられた、文字通り主人公の片割れ的存在。研師から密書の奪取とペリー暗殺を命じられ黒船に侵入した際、青鬼の襲撃によって左腕を斬り落とされ、黒船を単身で脱出した主人公と生き別れとなる。
その後は米国に連行され保護されており、左腕に「鬼の手」と呼ばれる義手を装着され、ハリスに雇われて彼の護衛として日本に帰国。ハリス暗殺のため侵入してきた主人公と再会し対峙する。その後も、ラザフォード・オールコックの護衛となったり、アーネスト・サトウや赤報隊と手を組んで様々な事件の裏で暗躍し、日本に戦乱を招こうとする。
研師
声 - 榊原良子
主人公と片割れの育ての親で、黒洲藩の密命で彼らを隠し刀として育成していた。本名は「楓」。
主人公と片割れに黒船への潜入指令を出すが、ペリーの暗殺に失敗。これによって幕府に隠し刀の存在が露見し、隠し刀の里が幕府隠密に襲撃される。主人公と共にこれを退けるが、主人公が片割れを探すため脱藩する気でいることに気付き、それを止めるため主人公と対決。この対決で致命傷を負ったが、同時に主人公の覚悟を知り、彼（彼女）見送って息を引き取った。

### 土佐藩
坂本龍馬★
声 - 武内駿輔
土佐を脱藩してきた浪人。北辰一刀流の達人で、ピストルも使いこなす。飾らない性格で、他人の懐にすぐに入り込む。
開国で揺れる日本を何とかしたいという強い志を持ち、故郷を脱藩した同じ境遇を持つ主人公と因縁を深める。
中岡慎太郎
声 - 小松史法
土佐を脱藩した浪人。気風の良い頼りがいがある性格で、同郷の坂本龍馬とは阿吽の呼吸で通じ合う。久坂玄瑞らを頼って長州藩に身を置き、挙兵の機会を窺う。
岡田以蔵
声 - 水中雅章
土佐を脱藩してきた浪人で、坂本龍馬の古馴染。真っすぐな性格で、意志が強く行動力がある。民が苦しんでいる今の状況を放っておけず、「天誅」による世直しを目論んでいる。

### 長州藩
桂小五郎★
声 - 子安武人
長州藩士で、後の木戸孝允。吉田松陰とは親友。面倒見がよく、若い藩士たちのまとめ役を担う。長州藩の重臣からの信頼も厚いが、酒癖が悪いのが欠点。
幕府の開国政策を止めるべく、様々な計画を実行する。
久坂玄瑞★
声 - 福山潤
長州藩士。松下村塾の門下生で、自他ともに認める吉田松陰の一番弟子。高杉晋作とは幼馴染み。二刀流の剣士。
高杉晋作★
声 - 小西克幸
長州藩士。松下村塾の門下生で、久坂玄瑞と並び称される高弟。久坂玄瑞とは幼馴染み。風流人かつ遊び人で、詩歌や三味線の他、賭博や芸者も好む。
倒幕のため、私兵部隊「奇兵隊」を組織している。
吉田松陰
声 - 堀内賢雄
長州藩士で、松下村塾の主宰者。坂本龍馬とは同門の兄弟子にあたる。幕府を廃し日本を一新したいという思想を持つ。
井伊直弼の弾圧を止めようと直談判したため、捕縛される。また、本作において語り部としての役割も務める。
杉文★
声 - 能登麻美子
吉田松陰の妹で、久坂玄瑞の妻。控えめな性格だが勘が鋭い。視力が悪く、いつも兄からもらった眼鏡を掛けている。
伊藤博文
声 - 伊藤健太郎
長州藩士で、後の初代内閣総理大臣。松下村塾の門下生で、久坂玄瑞や高杉晋作の弟弟子。高杉に憧れており、舎弟として従う。身分の違いに関わらず、自分の意見を毅然と言う。
山県有朋
声 - 遠藤大智
長州藩士。松下村塾の門下生で、伊藤と共に過ごすことが多い。槍の達人で、宝蔵院流槍術の使い手。多趣味な風流人だが、芸者遊びは好まない。

### 薩摩藩
篤姫★
声 - 清水理沙
薩摩藩主・島津斉彬の養女で、将軍家の御台所。気丈な性格で洞察力に長けており、西郷隆盛や大久保利通など多くの薩摩藩士に慕われている。猫好きで、常に愛猫のサト姫と行動を共にしている。
西郷隆盛
声 - 白熊寛嗣
薩摩藩士。主君だった島津斉彬とその養女の篤姫を深く敬愛している。大久保利通とは幼馴染み。素朴で親しみやすいが、重要な局面では周囲を圧倒するほどの威厳を発揮し、目的達成のためなら手段を択ばない非情さを見せる。犬好きで、常に愛犬のツンと行動を共にしている。
大久保利通
声 - てらそままさき
薩摩藩士。薩摩藩の実務面を担う。意志が強く実行力があるが、寡黙で威厳がある。西郷隆盛とは幼馴染み。
中村半次郎
声 - 田所陽向
薩摩藩士で、後の桐野利秋。野太刀自顕流の達人。同じ藩士の先輩格である西郷隆盛を信奉しており、西郷のためなら危険な汚れ仕事にも進んで手を染め、鬼人のごとき働きを見せる。
工藤恒郷
声 -
薩摩藩士。島津斉彬の死後、代替わりした島津家に重用される。斉彬に引き立てられていた西郷隆盛を嫌っている。
黒田清隆
声 - 中村章吾
薩摩藩士。後の第2代内閣総理大臣。西郷隆盛と大久保利通の弟分。人情溢れる性格で人当たりが良く、藩の仕事では交渉や根回しを担う。同郷の志士には、薩摩弁で話しかける。
田中新兵衛
声 - 喜多田悠
薩摩藩士で、倒幕派の暗殺者。同志達の言葉は一切疑わず、指示された人物を斬り続ける。そこに善悪の迷いはなく、相手の命乞いや弁明にも一切耳を貸さない。

### その他の藩士
小瀬伝左衛門
声 -
水戸藩士。朝廷に忠誠を誓う水戸学を信奉しており、幕府の開国政策を止めるために部下達と共に動いていた。槍の達人で、部下との連携攻撃を得意とする。
「小瀬伝左衛門」は変名で、本当の名は「鵜飼幸吉」とも噂されている。
宮部鼎蔵
声 - 赤城進
熊本藩士で、倒幕派の重鎮。吉田松陰の年上の親友であり、かつて遊学を共にした仲。自分はあくまで学者のため松陰のように行動に移すそうとは考えていなかったが、松陰の死をきっかけに考えを改める。
松田重助
声 -
熊本藩士。同郷の宮部鼎蔵に軍学を学び、倒幕派に加わった。
河上彦斎
声 - 河西健吾
熊本藩士で、倒幕派の剣士。礼儀正しいが人を斬ることに全く抵抗がなく、仲間からも恐れられている。学問の師である宮部鼎蔵の仇討ちのため、新選組や佐幕派の者を一人残らず殺そうとする。

### 江戸幕府
徳川慶喜
声 - 小林親弘
第15代征夷大将軍。幼い頃から英才教育を受け、そのすべてをこなし身に着けてきた天才肌。頭の回転が速く、大局を捉え先を読む力に長けている。また、家柄や身分に関係なく、結果で部下を評価する合理的な思想を持つ。手裏剣の達人。
講武所で開催した御前試合で、山岡鉄舟・高橋泥舟・嘉納治五郎の3人を破った主人公の強さに興味を抱き、正体を隠して主人公に試合を挑む。
井伊直弼
声 - 菅生隆之
幕府の大老で、彦根藩主。欧米諸国と通じて、開国を推し進めている。反対派を厳しく弾圧しており、「井伊の赤鬼」と称されている。剣術は居合を得意とする。
間部詮勝
声 - 土師孝也
幕府の老中で、隠密の頭も兼任している。一時は出世の道を外れていたが、井伊直弼によって取り立てられる。感情を露わにせず、言い渡された指令を淡々と実行する。「赤鬼」の異名を持つ井伊直弼に準ずる存在として、「間部の青鬼」と呼ばれる。
黒船で主人公達とペリーの戦いに乱入してきた鬼面の男の正体であり、主人公と片割れをまとめて相手にして圧倒するほどの実力を持つ。
勝海舟
声 - 山路和弘
幕臣で、軍艦奉行を務める男。さっぱりした性格の江戸っ子だが、必要とあらば冷徹にもなれる。西洋に倣って幕府海軍の設立や身分に囚われない人材登用を目指している。
殺生を嫌い、普段は抜刀しないように鍔を紙縒りで止めている。だが、直心影流の剣術の達人であり、主人公と坂本龍馬を2人まとめて相手にしてあしらうほどの実力を持つ。
榎本武揚
声 - 北田理道
幕臣。船の操縦に長けており、幕府海軍で新造艦の艦長を務める。正直で義理堅いが、幕臣の中では好戦的。
ジュール・ブリュネ
声 - 大塚芳忠
仏国陸軍の士官。軍事顧問団の一員として日本に派遣された。情に厚い性格で、頼ってくる人間を見捨てない。幕府陸軍の「伝習隊」の顧問を務める。
渋沢栄一
声 - 興津和幸
幕府の勘定方。元在郷商人で、商売に精通している。自らの知識と能力を活かし、徳川慶喜や勝海舟の改革を支える。また、殖産興業を通して、日本を西洋と対等な国にしようと考えている。
後に500以上の様々な企業や経済団体の設立・経営に関わり、「日本資本主義の父」と呼ばれるようになる。
福沢諭吉
声 - うえだゆうじ
幕府の役人で、中津藩主。生まれは貧しく、苦学の末に今の地位にまでなった。そのため、身分差のない西洋の文化に強く憧れている。居合は免許皆伝の腕前だが、争いを好まず滅多に剣を抜くことは無い。
山岡鉄舟
声 - 星野貴紀
幕臣。北辰一刀流の剣士で、禅の道にも通じている。無私無欲で、日本のために何ができるかを自らに問う質実剛健な男。妻が高橋泥舟の妹であるため、彼の義弟にあたる。
講武所で開催された御前試合で、1回戦の相手として主人公の前に立ちはだかる。
高橋泥舟
声 - 岩崎正寛
幕臣。自得院流槍術の達人で、神業に達したと言われるほどの腕を持つ。古風で生真面目な性格で、周囲からの信頼は厚い。山岡鉄舟の妻の兄であり、彼の義兄にあたる。
講武所で開催された御前試合で、2回戦の相手として主人公の前に立ちはだかる。
伊庭八郎
声 - 佐藤拓也
幕臣。二刀流の剣士で、「伊庭の小天狗」の異名を持つ。明るく前向きで、どんな窮地でも諦めない。色白の美男子で、食通としても有名。土方歳三とは古くからの友人。
小栗義絵
声 - 新藤みなみ
大奥の女性。鳥羽・伏見の戦い以降に幕府勢が不利になっていることを認められず、主戦派の幕臣達と共に動く。幕府と薩長の和睦のために動く篤姫を殺害しようとする。
山田浅右衛門
声 - 北村謙次
幕府の処刑人。山田浅右衛門の名は襲名制であり、代々「御様御用（おためしごよう）」という刀剣の試し切りの役割を務めている。浪人だが、試し斬り用の死体や人間の臓器を材料にした薬を売ってかなりの金を稼いでいる。
鬼面山
声 - 武田幸史
吉田松陰が収監された牢屋敷の看守。元力士で、巨大な金棒を得物とする。力士だった頃は、その突進力の強さから「岩砕きの鬼面山」の異名をとっていた。

### 浪士組(新選組)
松平容保
声 - 露崎亘
京都守護職で、会津藩主。常に冷静沈着で余裕があり、難事でも切迫した様子を見せない。主君の慶喜だけでなく、朝廷や部下の武士たちからの信頼も厚い。
中沢琴
声 - 森なな子
浪士組への入隊希望として現れた女剣士。大剣の扱いを得意としている。地元では男も含めて誰よりも強く、世を治めるため自らが立ち上がるべきだと考え浪士組に入った。優れた美貌の持ち主で、素顔だと男に惚れられ、男装すると女に惚れられる。
浪士組に入隊後、慶喜の上洛に伴って京都に向かうが、清河八郎の暗殺後に江戸へ戻り新徴組に加入する。
近藤勇
声 - 三宅健太
天然理心流の師範。人情に厚く義理堅い性格で、道場時代の仲間から慕われている。
侍として将軍に尽くすため浪士組に入り、慶喜の上洛に伴って京都に向かう。その後、清河八郎が暗殺されたことをきっかけに浪士組から脱退して新選組を結成し、局長に就任する。
土方歳三
声 - 中村悠一
天然理心流の剣士。近藤と同じく農民の出で、近藤や沖田とは同じ道場で修業した仲。近藤の器に惚れ込んでおり、彼を支えることを第一とする。
近藤の志を支えるため彼と共に浪士組に入り、慶喜の上洛に伴って京都に向かう。その後、浪士組から脱退して近藤と共に新選組を結成し、新選組の副長に就任する。
沖田総司★
声 - 田丸篤志
天然理心流の剣士。幼くして両親と死別し、近藤が継ぐ予定の道場に入った。天才的な剣の腕前を持ち、斬り合いを楽しんでいるかのような素振りを見せる。ただ、労咳を患っており、戦闘中に咳き込んで苦しむことがある。
近藤に言われるがままに浪士組に入り、慶喜の上洛に伴って京都に向かう。その後、浪士組から脱退して新選組に入り、一番隊の隊長に就任する。
永倉新八
声 - 高口公介
神道無念流の剣士。がむしゃらに最強を追い求めており、近藤の志にも賛同している。
近藤らと共に浪士組に入り、慶喜の上洛に伴って京都に向かう。その後、浪士組から脱退して新選組に入り、二番隊の隊長に就任する。
斎藤一
声 - 鈴木達央
新選組三番隊隊長。「無敵の剣」と称されるほど剣の腕前を持つ。寡黙で真面目な性格で、冷淡で何事にも動じない。
井上林太郎
声 - 鈴木達央
新選組一番隊の隊士で、沖田総司の部下。京都に住む妻子を守るために新選組に入隊した。隊長の沖田を慕っており、彼が労咳を患った際には薬の情報を掴んでくる。
伊東甲子太郎
声 - 江越彬紀
新選組参謀。京都の平安を守るという使命に同調し、幹部待遇で新選組に入隊した。頭脳明晰で弁も立つため、周囲からの信頼は厚い。
日本の未来に対する思想を持たず戦功をあげることに夢中な近藤達を軽蔑し、実弟の鈴木三樹三郎や藤堂平助ら有志と共に新選組を離反しようと目論む。
藤堂平助
声 - 米内佑希
北辰一刀流を習得後、天然理心流に入門した剣士。師範の近藤と共に浪士組に入隊した。任務では自ら積極的に先陣を切ることから「魅先生」と呼ばれている。
京都では新選組に入り、八番隊の隊長に就任する。後に伊東甲子太郎の一派に属し、新選組を離反しようとする。
鈴木三樹三郎
声 - 吉野貴宏
新選組九番隊隊長で、伊東甲子太郎の実弟。純粋な性格で、兄の甲子太郎を妄信しており、兄に着いていけば必ず成功すると思っている。
兄の一派と共に新選組から独立しようとする。また、油小路事件の後は新選組を脱退し、赤報隊に参加。二番隊の隊長となる。
芹沢鴨
声 -
新選組の実力者。水戸出身の隊士達を率いている。組の名声を利用して悪行や狼藉を繰り返している。

### 赤報隊
相楽総三
声 - 宮崎遊
赤報隊隊長。本隊である一番隊を率いる。頑固だが目下には優しいため、隊士達からは慕われている。幕府や江戸のみ肥えてきたいびつな構造の世を「御一新」することで、下級武士や農民にまで富が行き渡る真に平等な世の中を作ろうとしている。
江戸決戦を引き起こすという共通の目的で、片割れと手を組む。
油皮錬三郎
声 -
赤報隊三番隊隊長。アーネスト・サトウが立てた計画に基づいて寛永寺を爆破し、幕府を挑発しようとする。

### 遊郭
村山たか★
声 - 園崎未恵
横浜の港崎遊郭で評判の芸者。機知に富む話術と憂いのある美貌で人気を博している。芸者として遊郭で働きながら、井伊直弼の密偵としても活動する。
最初は横浜で港崎遊郭を拠点としているが、主人公が江戸に行くと吉原遊郭を拠点とするようになる。
薄雲太夫★
声 - 小島幸子
港崎遊郭の芸者で、その類稀なる美貌と優れた舞で遊郭の最高位「太夫」の称号を得た女性。感情をあまり表に出さず、超然として浮世絵離れした雰囲気を持つ。
無類の猫好きで、猫に対して並々ならぬ愛情を見せる。主人公に、本作の収集要素の一つである「猫蒐集」を依頼する。
最初は横浜で港崎遊郭を拠点としているが、主人公が江戸に行くと吉原遊郭を拠点とするようになる。
斎藤きち
声 - 川井田夏海
港崎遊郭の芸者。評判の高い先輩芸者の村山たかを敬慕している。看護人としてハリスに遣わされたことがあり、彼と懇意にしている。

### 道場、武道家
小笠原清務
声 - 三浦勝之
小笠原流弓術の師範。謙虚な性格で、天才と評されるほどの弓術の腕前を持っているが、まだまだ自分の技は未完成だと思っている。礼節を重んじる武術を通して、侍の心のありようを広めようとしている。
沢村保祐
声 - 辻井健吾
伊賀出身の忍者。過去に藩命で黒船に潜入したことがある。忍術が廃れつつあることを痛感し、伝授する相手を探している。
千葉周作
声 - 金尾哲夫
千葉道場の主で、北辰一刀流の創始者。技の伝授を中心とした合理的な剣術指導を行うことから、「技の千葉」と評されている。坂本龍馬、清河八郎、山岡鉄舟など、彼から剣術指導を受けた剣士は数多い。
千葉佐那★
声 - 小松未可子
千葉周作の姪。北辰一刀流の使い手。薙刀の扱いに秀でており、優れた美貌を持つことから「千葉の鬼小町」との異名を持つ。礼儀正しい大和撫子だが、押しが強い面がある。
坂本龍馬が千葉道場に通っていた頃、彼と結婚の約束をしていたと主張する。
清河八郎
声 - 上田燿司
千葉道場で学んだ剣士。千葉周作から深く信頼されており、坂本龍馬からも兄弟子として慕われている。後に浪士組の取締役に就任し、主人公らと共に京都に向かう。
男谷信友
声 - 塾一久
男谷道場の主。底知れぬ実力と温和な性格から、「幕末の剣聖」と称されている。剣術だけでなく、史学などの学問や戦略にも精通している。また、日本の剣術全体を底上げしたいと考えており、他の流派の剣士と手合わせする「他流試合」を推奨する。
島田虎之助
声 - 間宮康弘
男谷道場の師範代。裏表のない性格で、情に厚い。剣はまず心から学ぶべきとの考えを持つ。師匠である男谷信友の考えに賛同し、他流試合に取り組んでいる。
嘉納治五郎
声 - 林勇
若き柔道家。体は小柄だが明るく前向きな性格で、日々鍛錬に勤しんでいる。心身を鍛え、その力を社会を良くするために用いたいと思っている。
講武所で開催された御前試合で、3回戦の相手として主人公の前に立ちはだかる。
大石種次
声 - 船木まひと
自らが創始した大石神影流を使う剣士。恵まれた体格と才能の持ち主で、片手突きを得意とする。地元の九州では敵無しで、自分が天下無双であることを示すために江戸にやってきた。
武田物外
声 - 浦山迅
武術にも精通した禅僧。禅の修行の一環で始めた武術に、いつの間にかのめり込んでしまった。桁外れの怪力の持ち主だが、自身の力を特別とは思っていない。

### その他民間人
飯塚伊賀七
声 - 多田野曜平
常陸の発明家で、「からくり伊賀七」と称されていた飯塚伊賀七の孫弟子。その才能が認められて伊賀七の名を継ぎ、西洋にも負けないカラクリを開発している。
本作の要素の一つである「技術開発」で、手製の写真機や飛行装置のアビキル(阿鼻機流)など、様々なカラクリを主人公に提供する。
楠本イネ★
声 - 行成とあ
西洋医学所で働く蘭学医。シーボルトと日本人女性との間に生まれた娘。理知的で苦しんでいる患者を見捨てられず、コロリを治す方法を見つけるために奔走する。
楢崎将作
声 - ふくまつ進紗
コロリの治療法を研究している医者。偏屈な性格で人付き合いは苦手だが、医者としての腕は確かで、東洋医学はもちろん西洋医学にも通じている。日本に蔓延するコロリを何とかしたいと思っている。
楢崎龍
声 - 伊藤静
楢崎将作の娘。父の医者業を手伝っている。とても勝気な性格で、柔軟性に長けた思考の持ち主。機転の利いた行動で周囲を助ける。後に坂本龍馬の妻となる。
新門辰五郎
声 - 廣田行生
江戸の火消しや侠客たちをまとめる棟梁。特に浅草を愛しており、浅草の民たちの暮らしを守るために動いている。喧嘩っ早いが、親分肌で人情家。顔が広く、権力者とも交流がある。
三遊亭圓朝
声 -
落語家。滑稽噺に飽きて、怪談噺をしようとしている。小道具として四谷の絵師に注文した幽霊画の回収を、主人公に依頼する。
須藤由蔵
声 - 越後屋コースケ
噂好きの町人。集めた噂話や騒ぎを記録した「藤岡屋日記」を出版している。

### ならず者
権蔵
声 - 武田太一
賊の頭。代官屋敷を乗っ取り、付近の村を支配している。残虐な性格で、失敗した部下を容赦なく粛清する。
吉良持介
声 -
蒔田城跡を根城にしている賊。名前は偽名。大きな木製の棍棒を得物とする大男。
岩田亀蔵
声 - 広田みのる
江尻宿で抗争している侠客の二大勢力の一つである「亀蔵一味」の頭。将軍が上洛すると聞き、金儲けのために宿敵の鶴之助一味と手を組んだ。
腕っぷしと勘の良さだけでのし上がった残忍な侠客で、欲望には勝てない正直な性分。
立木鶴之助
声 - 茂木たかまさ
江尻宿で抗争している侠客の二大勢力の一つである「鶴之助一味」の頭。将軍が上洛すると聞き、金儲けのために宿敵の亀蔵一味と手を組んだ。
策士を自称する自惚れ屋だが、事が思い通りに進まないと途端に機嫌が悪くなる。

### 米国
マシュー・ペリー★
声 - 木下浩之
米国海軍提督。大統領の命で、開国交渉のため軍艦を率いて日本を訪れた。
タウンゼント・ハリス
声 - 楠見尚己
米国の外交官。駐日領事として赴任してきた。ペリーとの戦いで負傷した片割れを護衛として雇い、彼から日本の情勢を聞いて、それを元に日米修好通商条約の締結を進める。
アレクサンドリア・モロー
声 - 杏寺円花
米国の植物学者。毒の扱いに長けており、錬金術師としての顔も持つ。冷たく独善的な性格で、希少な植物を手中に収めるためならば暴力的な手段さえ用いる。

### 英国
アーネスト・サトウ★
声 - 三上哲
英国の外交官。日本語が堪能で、通詞として公使館で働いている。日本に強く惹かれている。
ラザフォード・オールコック
声 - 青山穣
英国の外交官。元外科医。公使として開国したばかりの日本を推し測り、それを本国に報告している。ロバート・フォーチュンとは友人の間柄。
ロバート・フォーチュン
声 - 駒谷昌男
英国の植物学者。各国を回って希少な植物を採集しており、未知の植物を求めて日本に来た。シーボルトやラザフォード・オールコックとは友人の間柄。
マーカス・サミュエル
声 - 岩中睦樹
英国の商人。まだ世界に知られていない価値ある品々を発見し、新しい商売を興そうとしている。有力な人と知り合って成功する機会を得るために来日した。
フェリーチェ・ベアト
声 - 下川涼
英国の写真家。開国で失われつつある日本の情景を写真に収めようとしている。

## 用語
組織
黒洲藩
北陸地方にある小藩で、主人公と片割れの故郷。本作オリジナルの藩であり、史実には存在しない。
幕府による厳しい課役に代々苦しめられてきたため、幕府との戦いに備えて密かに二人一組の兵士「隠し刀」を育成してきた。その隠し刀を黒船に派遣し、徳川打倒の大義名分となる密書の奪取とペリー暗殺を命じたが、これに失敗。隠し刀の存在が幕府に露見し、隠し刀の里は幕府隠密に襲撃され、藩も改易となった。
隠し刀
黒洲藩が密かに育成していた特殊部隊。二人一組の兵士で、「研師」と呼ばれる指導者によって鍛え上げられ、様々な武芸や忍術を身に着けている。また、決まった名前を持たず、あらゆる身分や職業の人間に成り代われる技術を持つ。
奇兵隊
幕府に対抗するために高杉晋作が組織した部隊。隊士は身分を問わず集められており、情報通や荒れくれ者が多い。
幕府隠密
江戸幕府直属の諜報機関。井伊直弼の密命に従い、間部詮勝が率いる忍者たちが任務にあたる。
幕府海軍
勝海舟らの幕府改革を受けて設立された、西洋式の海軍。榎本武揚を中心とし、近代的な軍艦を保有している。
浪士組
徳川慶喜の上洛に伴い組織された剣客集団。京都への道中での安全確保と将軍の警護を目的とする。京都に到着後に取締役の清河八郎が暗殺され、彼が裏で倒幕派と繋がっていたことから隊士達が疑心暗鬼となり、事実上の解散となる。
新選組
浪士組を脱退した近藤勇や土方歳三らが結成した剣客集団。京都守護職の松平容保の元で、京の治安維持のために動く。池田屋事件をはじめ禁門の変、油小路事件など様々な事件で活躍する。
新徴組
元浪士組のうち、京都から江戸に戻った者達を再編成した集団。山岡鉄舟の指揮の下で、江戸の町の見廻りを任されている。
伝習隊
幕府陸軍の部隊の一つ。仏国式の兵制が採用されており、創設時に顧問をしていたブリュネが率いる。
赤報隊
相楽総三が結成した浪人の集団。「御一新」を通した平等な世の中の構築のため倒幕を目指すが、新政府軍にも従わず過激な活動を繰り返す。
疫病
コロリ
西洋からもたらされ、特に江戸で流行している病。嘔吐や下痢を繰り返し、それによる激しい脱水症状に襲われる。また、これによって目や頬が窪んだり手に皺が寄ったりして、四肢が冷え痙攣が生じる。重症化すると死に至る。
コロリの患者たちを救うべく、楠本イネや楢崎将作らが治療法を探している。
労咳
結核。幕末当時は有効な治療法や薬がなく、発症したら安静にしているほか術がなかったため、不治の病だった。
その他
浪人
主（仕官先）を持たない武士。江戸時代初期は、主家が改易となったことで街に多くの浪人が溢れた。再仕官の道は狭き門で、道場や寺子屋を開設したり、文芸に励む浪人もいた。幕末には、自ら脱藩し浪人となる者もいた。

## 作中で描かれる史実の出来事
- 1853年 黒船来航
- 1858年 日米修好通商条約締結
- 1858年 戊午の密勅
- 1858年 安政の大獄
- 1860年 桜田門外の変
- 1863年 英国公使館焼き討ち事件
- 1863年 浪士組結成、新選組発足
- 1864年 池田屋事件
- 1864年 禁門の変
- 1866年 薩長同盟締結
- 1866年 寺田屋事件
- 1867年 油小路事件
- 1867年 大政奉還
- 1867年 近江屋事件
- 1868年 鳥羽・伏見の戦い
- 1868年 江戸無血開城

## 評価・受賞歴

### 受賞
- PlayStation Partner Awards 2024 Japan Asia
  - SPECIAL AWARD[8]
  - USERS' CHOICE AWARD[8]
- PlayStation Game Music大賞 2024 - 特別賞 『Rise of the Ronin（Original Game Soundtrack）』 トラディショナルサウンド賞[9]
- ファミ通・電撃ゲームアワード2024 - アクションアドベンチャー部門[10]

### 韓国での発売停止
スタッフの吉田松陰称賛発言により韓国で炎上し、発売が停止となった。